# Lukavec (okres Pelhřimov)
Městys Lukavec (německy Lukawetz) se nachází v okrese Pelhřimov v Kraji Vysočina. Žije zde přibližně 1 000 obyvatel.

## Historie
První písemná zmínka o obci pochází z roku 1352, kdy byl v majetku Dluhomila z Lukavce. Český zemanský rod pánů Lukaveckých z Lukavce sídlil na zdejší vodní tvrzi až do 17. století, kdy Mikuláš mladší z Lukavce byl odsouzen za účast na stavovském povstání ke ztrátě většiny majetku.
Od 10. října 2006 byl obci vrácen status městyse.
Obec Lukavec v roce 1996 obdržela ocenění v soutěži Vesnice Vysočiny, konkrétně získala Zelenou stuhu za péči o zeleň a životní prostředí.
V letech 1990-2010 působil jako starosta Ing. Pavel Kubec, od roku 2010 tuto funkci zastává František Pinkas.

## Školství
- Základní škola a Mateřská škola Lukavec

## Pamětihodnosti
- Zámek Lukavec
- Klasicistní pavilon Hříbek v zámecké zahradě
- Kostel svatého Václava na náměstí
- Kašna na náměstí
- Tomáškův vodní mlýn
- Kaple Panny Marie
- Židovský hřbitov
- Boží muka svatého Rocha, ke kterým vede Křížová cesta
- Sousoší Kalvárie

## Osobnosti
- Antonín Sova (1864–1928), v dětství s rodinou bydlel ve zdejším pavilonu Hříbek, ve kterém je nyní Památník Antonína Sovy-

## Místní části
- Lukavec
- Bezděkov
- Týmova Ves
- Velká Ves

## Galerie

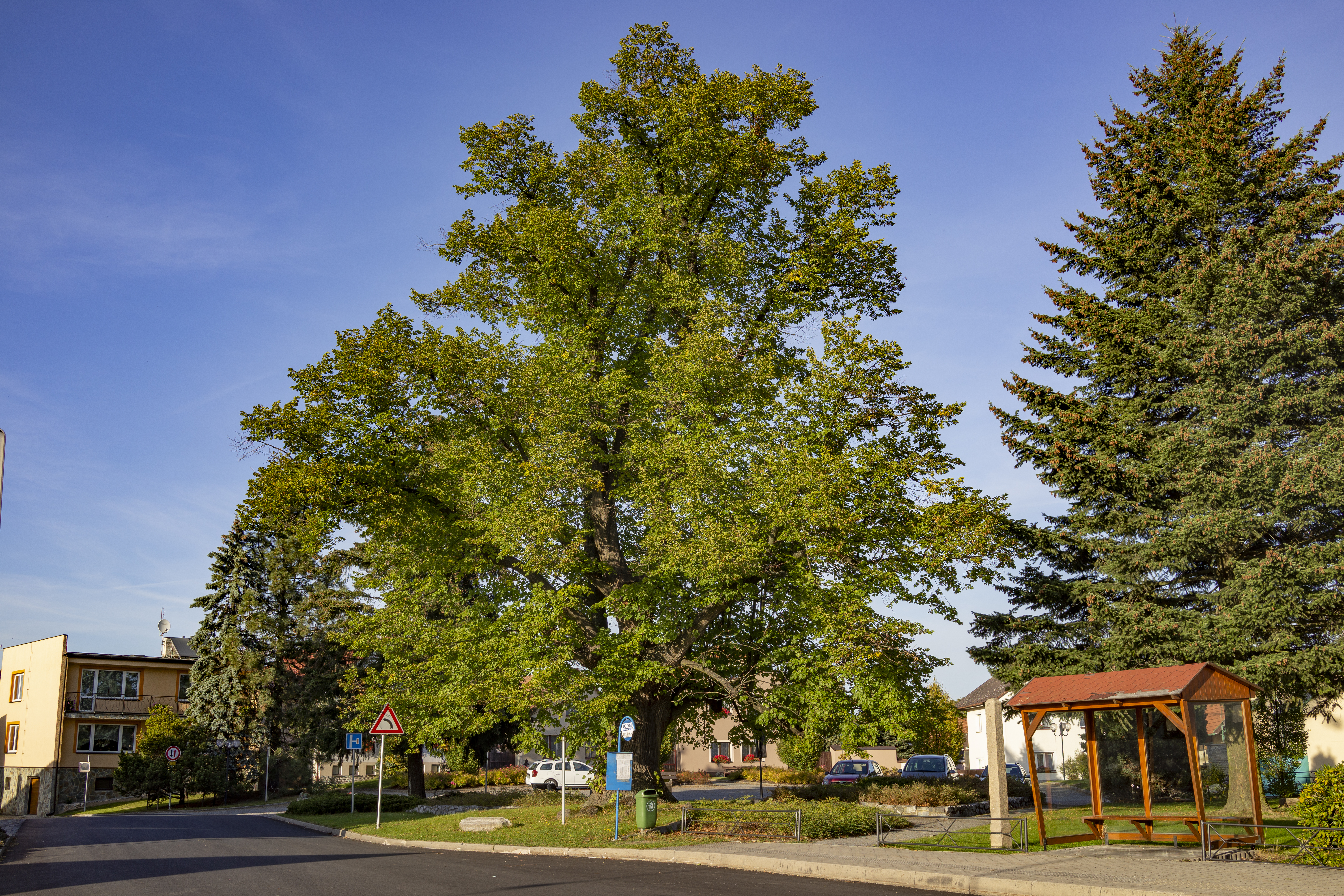
Náves
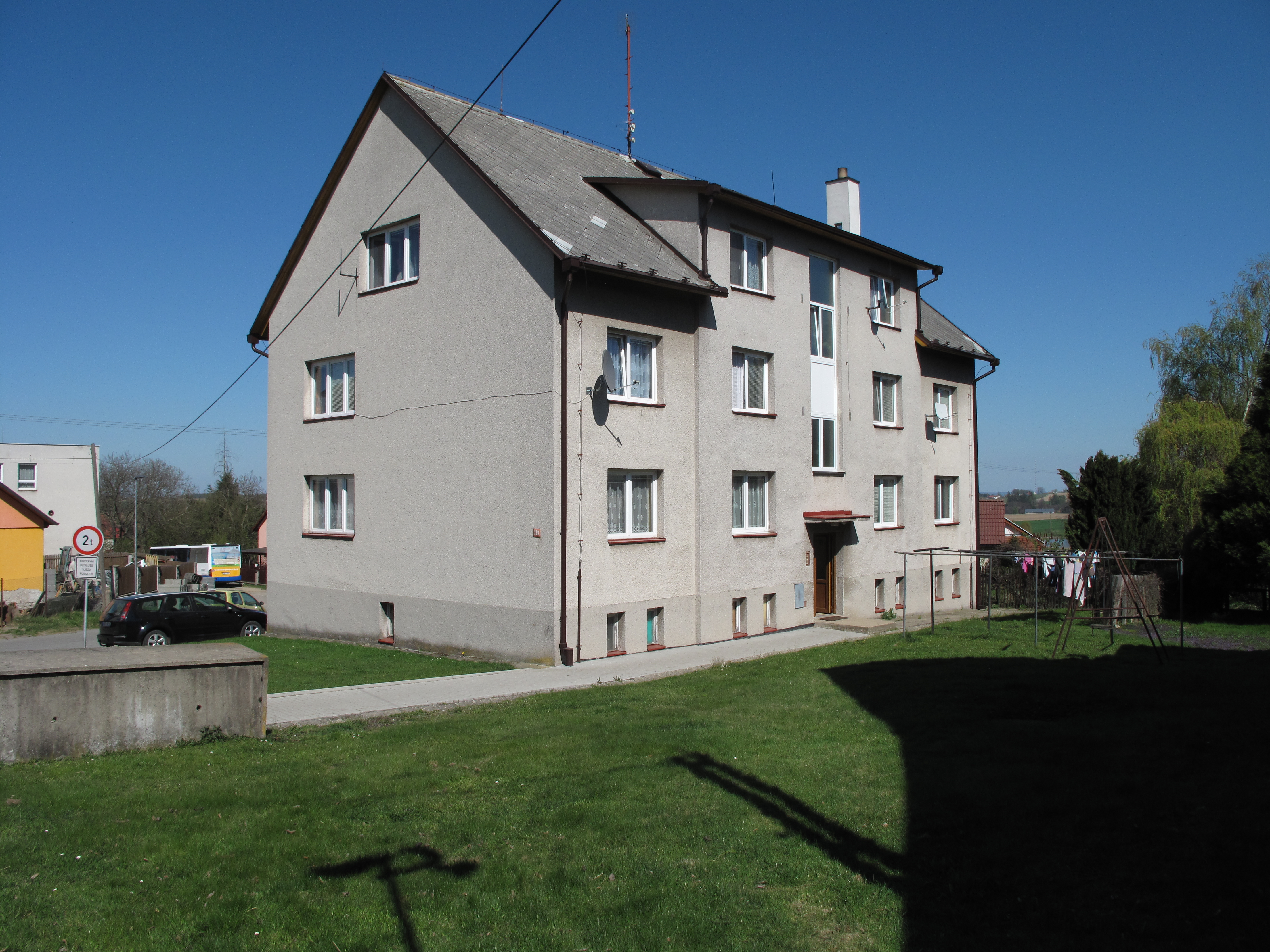
Bytovka
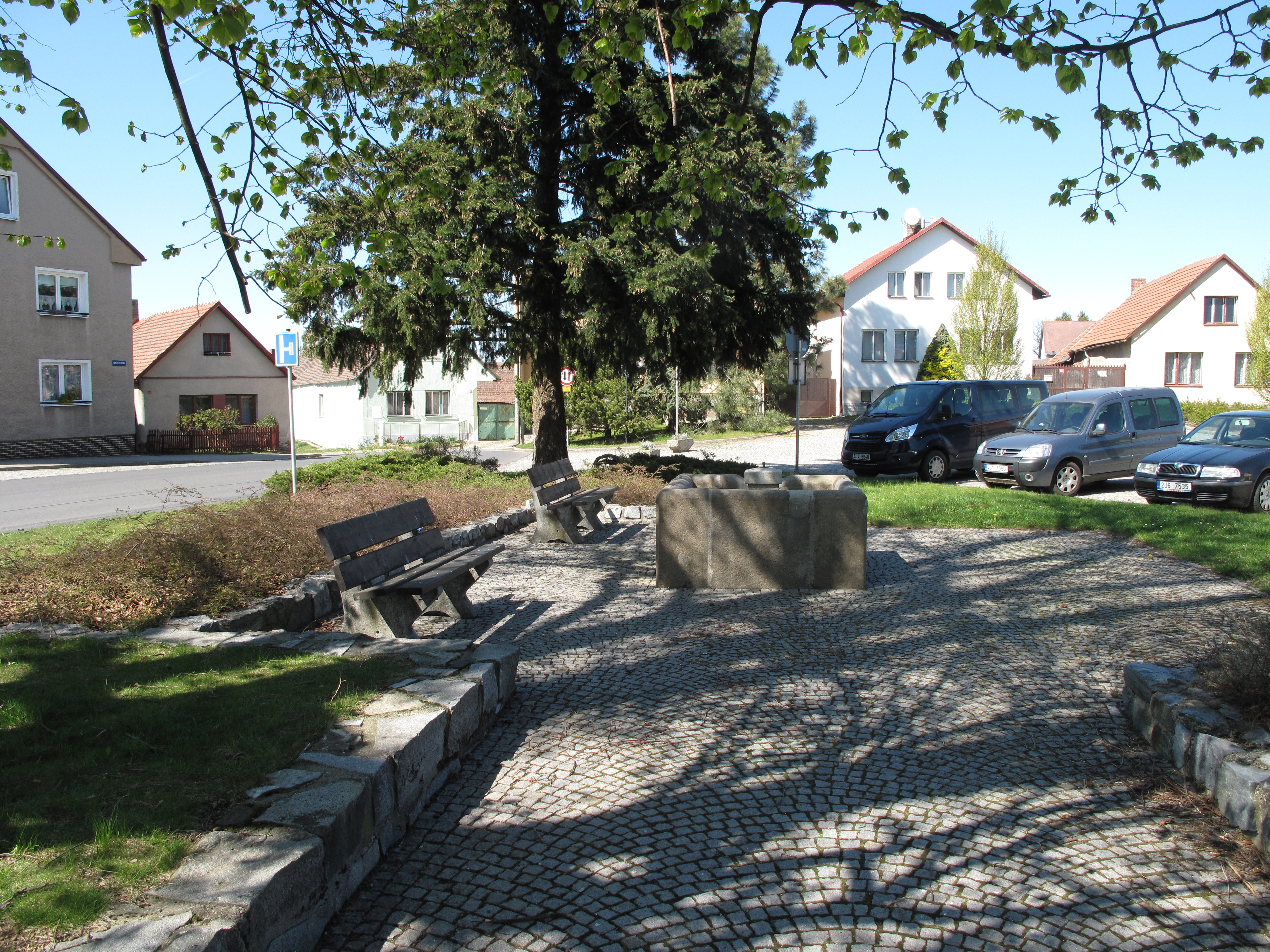
Fontána